# Daniel Roxne
Evert Daniel Roxne, född 15 februari 1968, är en svensk låtskrivare, trubadur och DJ. 
Han är far till simhopperskan Mathilda Roxne.

## Låtar skrivna av Daniel Roxne (urval)
- "Hawa Hawa"
  - Inspelad av SQS Superstars [3]

## Utmärkelser
- Sveriges bästa trubadur 2006 [1]

### Fotnoter
1. 1 2  ”Daniel från Karlskoga toppar listan i Indien”. Sveriges Radio. https://sverigesradio.se/sida/artikel.aspx?programid=3721&artikel=4340519. Läst 25 maj 2020.
2. ↑  ”Trubadurkväll i Stallet”. Arkiverad från originalet den 18 november 2018. https://web.archive.org/web/20181118095652/http://grythyttansgastgivaregard.se/events/musikunderhallning-i-stallet/. Läst 25 maj 2020.
3. ↑  ”Hawa Hawa | Official Video | Sanam | SQS Superstars | Latest Indipop Songs”. YouTube. https://www.youtube.com/watch?v=YOvBahDGBUs. Läst 25 maj 2020.